# Sant Climent de la Selva
Sant Climent de la Selva és una edificació religiosa que forma part de l'Inventari del Patrimoni Arquitectònic Català de Navès (Solsonès).

## Descripció
Sant Climent de la Selva és una església neoclàssica rural, construïda damunt de la primitiva romànica. Està orientada a l'est, de planta rectangular i d'una sola nau adossada a la rectoria. L'interior està arrebossat, amb diverses capelles laterals, el sòl és de pedra i les parets arrebossades. Porta d'arc de mig punt adovellada amb un petit ull de bou a sobre. Al costat hi ha una gran torre de campanar, d'un sol cos i cobert a quatre vessants. El parament és de carreus irregulars, a les cantonades, pedres tallades i picades.
La rectoria és un edifici de planta rectangular, cobert a dues vessants, que va ser refet l'any 1678, segons indica una llinda de la porta: "1678. P. Jacobo Postils"

### Notícies històriques
Tenim notícies de la parròquia de La Selva des de l'any 839 i cap a l'any 900, hi hagué de rectors Alico, Adanagild i Ferriol. A la segona meitat del segle xii, aquesta església va ser substituïda per una altra de més gran, amb volta de pedra i absis llombard.
L'any 1641, el bisbe fra Pere de Santiago va donar llicència als habitants de La Selva per engrandir l'església, fer la rectoria, la sagristia i el campanar. El rector era P. Jacobo Postils. A l'interior, treballaven l'escultor Pau Alinyà, el pintor Josep Bordons i l'argenter de la vila de Cardona, Joan Carrera. L'any 1657, l'obra de la construcció ja estava força enllestida, continuant les obres de l'interior. Portava l'administració de les obres Antoni Fornells.
L'altar major es va realitzar l'any 1777 per Josep Pujol.